# PCLinuxOS
PCLinuxOS er et styresystem, og er en udspringer af den populære Linux-distribution Mandriva.
PCLinuxOS er en nem Linux-distribution, der indeholder "lukkede" programmer som Java, Flash, diverse drivere, nem installation af Beryl 3D effekter. PCLinuxOS  benytter Mandriva's nemme kontrolpanel m. m.
PCLinuxOS er, som Mandriva One, en kombineret installations cd og live-cd, hvilket betyder, at den kan køres uden installation fra cd'en, og uden brug af harddisk.
Den anses derfor for at være god at eksperimentere med for begyndere.
PCLinuxOS findes endnu kun på ganske få sprog. Keld Simonsen, har frigivet en dansk distribution bygget over PCLinuxOS kaldet Keldix.
PCLinuxOS bruger APT som pakkehåndteringssystem, hvor Mandriva bruger Urpmi.

## Versioner
- PCLinuxOS 0.91 – 7. juli 2005
- PCLinuxOS 0.92 – 21. november 2005
- PCLinuxOS 0.93a – 21. august 2006
- PCLinuxOS 2007 – 21. maj 2007
- PCLinuxOS 2008 MiniMe – 7. januar 2008
- PCLinuxOS 2009.1 – 11. marts 2009
- PCLinuxOS 2009.2 – 30. juni 2009